# Heiðrún
Heiðrún o Heidrun és una cabra de la mitologia nòrdica, que consumeix el fullatge de l'arbre Læraðr i produeix hidromel per a l'⁣einherjar. Es descriu a l'⁣Edda poètica i l'Edda en prosa.

## Edda en prosa

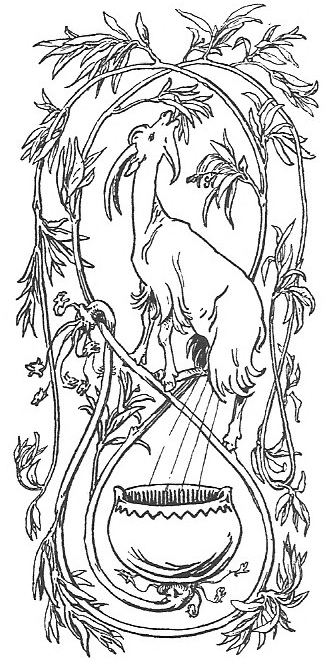
La cabra Heiðrún consumeix el fullatge de l'arbre Læraðr, mentre que les seves mamelles produeixen hidromel, recollida en un calder a sota (1895) dibuixat per Lorenz Frølich.

| Geit sú er Heiðrún heitir stendr uppi á Valhöll ok bítr barr af limum trés þess er mjök er nafnfrægt, er Léraðr heitir, en ór spenum hennar rennr mjöðr sá er hon dagkapker hylliver. Þat er svá mikit at allir einherjar verða fulldruknir af. - | Una cabra anomenada Heiðrún s'aixeca [a les seves potes posteriors] al Valhalla mossegant els brots de les branques d'aquest arbre tan famós que es diu Lærað. De les seves mamelles brolla l'hidromel amb què cada dia omple un calder, que és tan gran que tots a Einherjar poden beure'n. - Traducció de Young |  |

## Edda poètica
A l'Edda poètica Heiðrún s'esmenta dues vegades. Es descriu al Grímnismál d'una manera semblant a la descripció de Snorri.
| Heiðrún heitir geit, er stendr hollo á ok bítr af læraðs limom; skapker fylla hón skal ins skíra miaðar, knáat sú veig vanaz. | Heithrún, la cabra al vestíbul que hi ha, menja les extremitats de Læráth; ella escull el que més l'omple amb hidromel més clara, aquesta beguda que no s'esgotarà mai. - Traducció de LMH |  |

Com que Snorri cita altres estrofes de Grímnismál, sembla raonable suposar que ell també coneixia aquesta estrofa i la va utilitzar com a font per a la seva descripció d'Heiðrún.

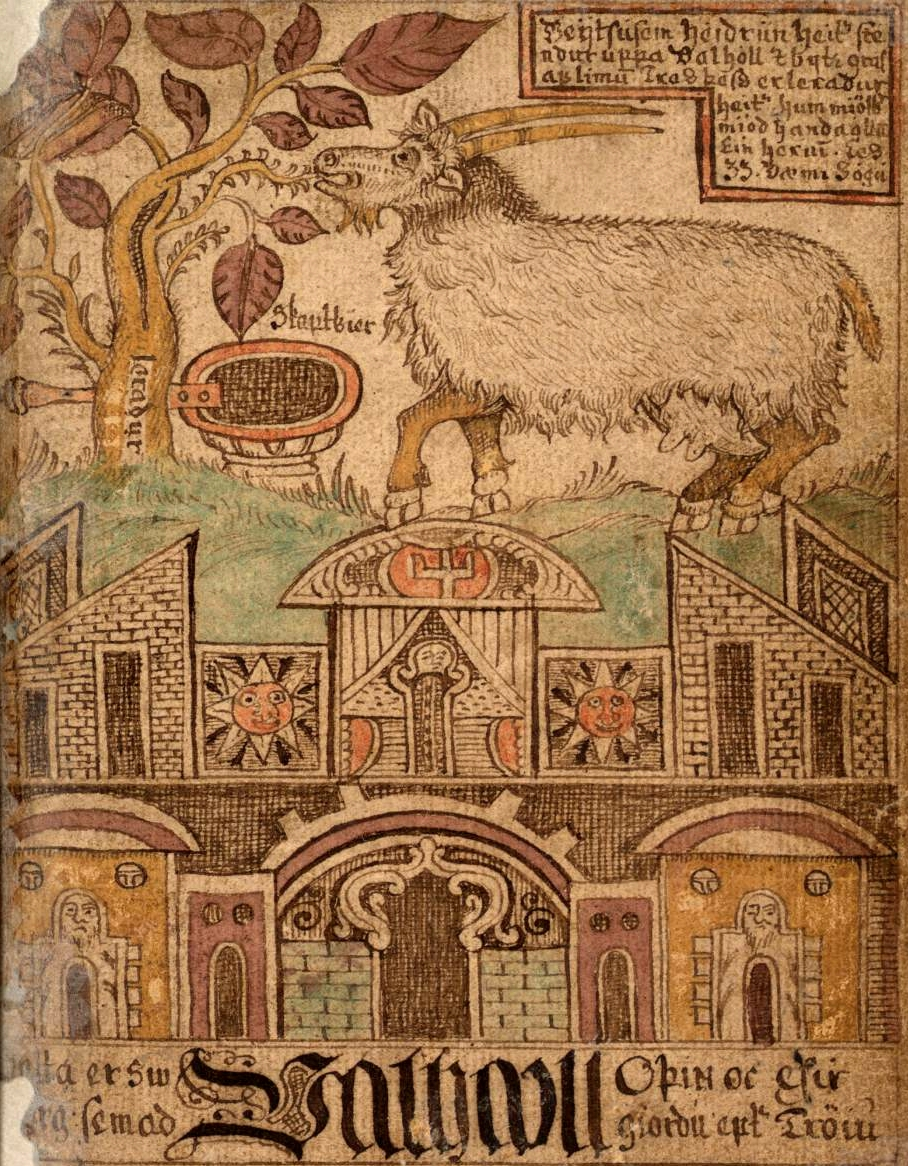
Heiðrún consumeix les fulles de Læraðr al cim del Valhalla en una il·lustració d'un manuscrit islandès del segle XVIII.

A l'Hyndluljóð la geganta Hyndla (lit. gossa) utilitzava el terme "Heiðrún" per insultar la deessa Freyja. Thorpe i alguns altres traductors van traduir el nom directament a "cabra".
| Rannt a Óði ey þreyjandi, skutusk þér fleiri und fyrirskyrtu; hleypr þú, Óðs vina úti á náttum, sem með höfrum Heiðrún fari. | A Oth vas córrer, qui t'ha estimat sempre, I molts a sota el teu davantal s'ha arrossegat; Com el meu noble, fora a la nit saltes, Com va Heithrun entre les cabres. - Traducció de Bellow |  |

## Etimologia
L'etimologia de Heiðrún segueix sent discutible. Anatoly Liberman suggereix que Heiðþyrnir, el nom del cel més baix de la mitologia escandinava (de heið "cel brillant"), es va tallar en dos, i sobre la base d'aquestes meitats es van formar els noms de la cabra celestial Heiðrún i del cérvol celestial Eikþyrnir. (l'element rún ~ run amagava diversos jocs de paraules, però és un sufix comú dels noms femenins). L'etimologia del nom nou alt alemany Heidrun també és discutible.
El nom d'Heiðrún de vegades s'anglicitza Heidrun, Heidhrun, Heithrun, Heidrún, Heithrún o Heidhrún.

## En la cultura popular
- Heidrun és també una cançó d'⁣Amon Amarth, la banda sueca de death metal melòdic, i que sobre la cabra Heiðrún.